# 保罗·G·法尔科夫斯基
保罗·G·法尔科夫斯基（英語：Paul G. Falkowski，1951年—）是一位美国海洋生物学家和科普作家，现为新泽西州新不伦瑞克罗格斯大学教授，主要研究方向为浮游植物等海洋初级生产者，此外还对进化生物学、古生態學、天體生物學有着广泛兴趣，主要科普作品有《生命的引擎：微生物如何创造宜居的地球》（Life's Engines: How Microbes Made the Earth Habitable）。